# Acromantis grandis
Acromantis grandis är en bönsyrseart som beskrevs av Max Beier 1930. Acromantis grandis ingår i släktet Acromantis och familjen Hymenopodidae. Inga underarter finns listade i Catalogue of Life.